# Fântâna Blănarului
Fântâna Blănarului – wieś w Rumunii, w okręgu Vaslui, w gminie Bogdana. W 2011 roku liczyła 95 mieszkańców.